# Eclissi solare del 24 ottobre 1995
L'eclissi solare del 24 ottobre 1995 è un evento astronomico che ha avuto luogo il suddetto giorno attorno alle ore 4.33 UTC.
L'eclissi, di tipo totale, è stata visibile in alcune parti dell'Asia (India, Indonesia, Iran e Thailandia) e dell'Oceania (Australia).

Animazione dell'evento

La durata della fase massima dell'eclissi è stata di 2 minuti e 10 secondi e l'ombra lunare sulla superficie terrestre raggiunse una larghezza di 78 km; il punto di massima totalità era in mare lontano da qualsiasi terra emersa, tra Vietnam e Malesia .
L'eclissi del 24 ottobre 1995 è diventata la seconda eclissi solare nel 1995 e la 216ª nel XX secolo. La precedente eclissi solare si è verificata il 29 aprile 1995, la seguente il 17 aprile 1996.

## Eclissi correlate

### Eclissi solari 1993 - 1996
Questa eclissi è un membro di una serie semestrale. Un'eclissi in una serie semestrale di eclissi solari si ripete approssimativamente ogni 177 giorni e 4 ore (un semestre) in nodi alternati dell'orbita della Luna.

### Ciclo di Saros 143
L'evento fa parte del ciclo di Saros 143, che si ripete ogni 18 anni, 11 giorni, contenente 72 eventi. La serie è iniziata con un'eclissi solare parziale il 7 marzo 1617 e un evento totale dal 24 giugno 1797 al 24 ottobre 1995. Comprende eclissi ibride dal 3 novembre 2013 al 6 dicembre 2067 ed eclissi anulari dal 16 dicembre 2085 al 16 settembre 2536. La serie termina al membro 72 con un'eclissi parziale il 23 aprile 2873. La durata più lunga della totalità è stata di 3 minuti e 50 secondi il 19 agosto 1887. Tutte le eclissi di questa serie si verificano nel nodo ascendente della Luna.

## Nella cultura popolare
Il premiato romanzo d'esordio di Phil Whitaker Eclipse of the Sun, pubblicato nel 1997 e ambientato in India, ha al centro un drammatico tentativo di organizzare una visione pubblica dell'eclissi.